# 李龜年
李龟年（？—？），中国唐朝中期音乐家，為丞相李懷遠之孫，禮部侍郎李景伯之子，在唐玄宗时期与兄弟李鵬年、李鹤年齐名。
李龟年早年入梨园，善歌，能演奏筚篥、羯鼓等多种乐器，又能作曲，以创作《渭川》一曲而得到唐玄宗赏识。李龟年与其兄弟在长安建有豪宅，其规模“逾于公侯”。杜甫少時，常出入於岐王李隆範和中書監崔滌府邸，欣賞李龜年的歌唱藝術。安史之乱之后流落四方，后于大历年间病逝于湘潭。
王維著有《江上贈李龜年》一詩（又名《相思》），杜甫著有《江南逢李龟年》一诗，李端著有《赠李龟年》一诗。
|                          | 岐王宅裡尋常見，崔九堂前幾度聞。 正是江南好風景，落花時節又逢君。 |
| ——杜甫，《江南逢李龜年》 |                                                                   |